# Culex mimuloides
Culex mimuloides är en tvåvingeart som beskrevs av Philip James Barraud 1924. Culex mimuloides ingår i släktet Culex och familjen stickmyggor. Inga underarter finns listade i Catalogue of Life.